# Branquinha
Branquinha é um município brasileiro do estado de Alagoas. Sua população no último censo em 2010 era de 10.583 habitantes.

## História
A colonização da cidade começou por volta de 1870. Moradores recém-chegados de outras regiões foram instalando pequenos sítios. A vila foi crescendo às margens do rio Mundaú. Acredita-se que o nome se deve às águas do rio, que eram claras e sem poluição na época. 
O progresso da região foi impulsionado a partir de 1955, quando lideranças locais começaram a lutar pela emancipação política. Nomes como ex-deputado Pedro Timóteo Acioli Filho, Manoel Gomes Peixoto, Humberto de Lucena Sarmento e Emílio Elizeu Maia de Omena faziam parte desse grupo. Só em 1962, através de uma lei, é que o município conseguiu a emancipação, sendo desmembrado de Murici.
Em 2010 devido as Enchentes em Alagoas e Pernambuco em 2010, a cidade ficou praticamente destruída. Somente as construções mais resistentes ficaram de pé. Mais de 100 pessoas estão desaparecidas.
Várias organizações de voluntários estiveram presentes logo após a enchente, um grupo notável foi o Voluntários da Esperança que implantou na cidade o Projeto Branquinha da Gente.
A cidade já havia sofrido com outra enchente em 1949 o que teria destruído documentos da prefeitura que poderiam dizer mais sobre as origens da cidade.

## Economia
A economia da cidade é baseada na lavoura destacando-se as plantações de cana-de-açucar, laranja, mandioca, batata bem como a pecuária.
A feira livre apresenta um bom desenvolvimento em virtude da existência de 5 assentamentos com plantações de lavouras de subsistências, comercializadas na sede e nos municípios vizinhos.[carece de fontes?]